# Hochgeschwindigkeitszug
Ein Hochgeschwindigkeitszug ist ein Zug des Eisenbahnverkehrs, der aufgrund seiner Höchstgeschwindigkeit und sonstiger technischer Eigenschaften für den Hochgeschwindigkeitsverkehr geeignet ist. Die genauen Anforderungen variieren dabei je nach Staat und Strecke; die Höchstgeschwindigkeit der Züge liegt jedoch in keinem der Fälle unter 190 km/h.
Die überwiegende Anzahl der Hochgeschwindigkeitszüge wird im Fernverkehr eingesetzt. Einige über kurze Distanzen verkehrende Züge werden hauptsächlich von Pendlern genutzt.

## Definition
Es gibt verschiedene Definitionen der Geschwindigkeit, die ein Zug mindestens erreichen muss, um als Hochgeschwindigkeitszug zu gelten, und dem Internationalen Eisenbahnverband zufolge ist die Richtlinie 96/48 der Europäischen Union eine ziemlich weite Definition. Diese Richtlinie definierte im Jahr 1996, dass Hochgeschwindigkeitszüge auf eigens ausgebauten Strecken rund 200 km/h, auf eigens gebauten Strecken mindestens 250 km/h, und in geeigneten Fällen über 300 km/h erreichen müssen. Die Technischen Spezifikationen für die Interoperabilität (TSI) der Europäischen Union von 2002 übernahmen die Richtlinie, nahmen aber Züge aus, die rund 200 km/h auf eigens für Hochgeschwindigkeitszüge gebauten Strecken fahren. Die Änderung der Richtlinie im Jahr 2004, nach der Züge mit einer Höchstgeschwindigkeit von 190 km/h oder höher als Hochgeschwindigkeitszüge gelten, übernahm die neue TSI von 2008. Auf einer Schnellfahrstrecke muss ein Hochgeschwindigkeitszug mindestens 250 km/h fahren können. Diese Geschwindigkeit wird auch im Merkblatt des Internationalen Eisenbahnverbands über Vorschriften in Europa angegeben.

## Beschreibung
Triebfahrzeuge für den Hochgeschwindigkeitsverkehr werden überwiegend elektrisch angetrieben, kontinuierlich gespeist aus einer Oberleitung. Antriebe durch Dieselmotoren oder Gasturbinen wurden oft erprobt, bilden aber aufgrund ihres vergleichsweise hohen Leistungsgewichts die große Ausnahme.
Um hohe Geschwindigkeiten zu erreichen, wird eine große Antriebsleistung im Verhältnis zur Fahrzeugmasse benötigt. Die hohe Leistung wird meist durch Asynchron- oder Synchronmotoren bereitgestellt, die mittels Frequenzumrichtern mit Drehstrom gespeist werden.
Eine vergleichsweise geringe Masse wird durch Leichtbauweise erzielt. Verbreitet ist die Integralbauweise, bei der die Wagenkästen aus Aluminium-Strangpressprofilen hergestellt werden.
Hohe Beschleunigungen und Geschwindigkeiten erfordern eine hohe Reibungsmasse. Deshalb sind im Hochgeschwindigkeitsverkehr Triebzüge verbreitet, deren Antrieb über den gesamten Zug verteilt ist. In Japan haben alle Shinkansen einen verteilten Antrieb, während die DB seit dem ICE 3 auf Triebzüge für den Hochgeschwindigkeitsverkehr setzt.
Aufgrund ihres geringen Leistungsgewichts und des häufig verteilten Antriebs können Hochgeschwindigkeitszüge größere Steigungen überwinden als herkömmliche Züge. Reine Schnellfahrstrecken ohne Güterverkehr können dadurch mit weniger Ingenieurbauwerken trassiert werden, was die Baukosten senkt.
Um die erforderliche hohe Leistung auch bei hohen Geschwindigkeiten sicher zu übertragen, werden leistungsfähige Fahrleitungen und Stromabnehmer benötigt. Letztere sollten einen niedrigen Luftwiderstand besitzen und möglichst leicht sein. Viele ICE entnehmen ihren Fahrstrom über zwei Stromabnehmer (an jedem Ende des Zuges einer), was Vorkehrungen erfordert, damit die Fahrdrahtschwingungen, die vom vorderen Bügel ausgehen, den hinteren nicht stören.
Ein geringer Luftwiderstand und geringe Windgeräusche spielen wichtige Rolle. Die Außenhaut der Züge wird möglichst glatt, die Wagenübergänge möglichst fugenlos vorgesehen. Die Zugenden werden im Windkanal getestet, wobei Gestaltung (Design) und Marketing eine wichtige Rolle spielen, da Hochgeschwindigkeitszüge als Aushängeschild des jeweiligen Betreibers gelten. Die Fahrzeuge werden druckertüchtigt gebaut, um die außen bei Tunnelportalen und Zugbegegnungen auftretenden Druckstöße von den Ohren der Fahrgäste abzuhalten.
Die Drehgestelle der Züge sind konventionell oder als Jakobs-Drehgestell ausgeführt. Sie verfügen über zwei Radsätze mit zwei fest auf die Radsatzwelle aufgepressten Radscheiben.
Aufgrund der hohen Geschwindigkeiten treten große Kräfte zwischen Rad, Drehgestell und Wagenkasten auf, die zum Beispiel durch Schlingerdämpfer reduziert werden. Als Sekundärfederung ist eine Luftfederung üblich. Eine Sonderstellung nehmen die Hochgeschwindigkeitszüge von Talgo ein, die auf Losradsätze laufen, bei denen keine torsionssteife Verbindung zwischen linkem und rechtem Rad besteht.
Um den Sicherheitsanforderungen zu genügen, sind leistungsfähige Bremsen erforderlich. Elektrisches Bremsen (mit Widerständen und/oder regenerativ) an den Antriebsachsen wird ergänzt durch Scheibenbremsen und von der Reibung am Rad-Schiene-Kontakt unabhängige Bremsen (Magnetschienenbremsen und/oder Wirbelstrombremsen).
Die meisten Hochgeschwindigkeitszüge verkehren auf Normalspur. In Japan wurden für den Hochgeschwindigkeitsverkehr neue Normalspurstrecken errichtet, weil das konventionelle Netz in Kapspur keine hohen Geschwindigkeiten zulässt. Breitspurige Hochgeschwindigkeitszüge fahren ausschließlich in Spanien und Russland. In Spanien nutzen bestimmte Hochgeschwindigkeitszüge sowohl Bestandsstrecken in iberischer Breitspur als auch normalspurige Hochgeschwindigkeitsstrecken. Die Umspurung erfolgt während der Durchfahrt mit ca. 15 km/h durch eine Spurwechselanlage. Russland verwendet Hochgeschwindigkeitszüge, die auf der russischen Breitspur verkehren. Indien plant für den Einsatz von Hochgeschwindigkeitszügen den Bau von Normalspurstrecken. China nutzt die Normalspur. Wie in Japan wird das größere Lichtraumprofil ausgenutzt und breitere Hochgeschwindigkeitszüge als in Europa eingesetzt. So hat der Velaro CN von Siemens Wagenkästen mit einer Breite von 3265 mm statt den in Europa üblichen 2924 mm, was die Anordnung von zwei Sitzen auf einer Seite und drei Sitzen auf der anderen Seite des Mittelgangs erlaubt.

## Erreichte Geschwindigkeiten
Hochgeschwindigkeitszüge im regulären Betrieb erreichen derzeit Geschwindigkeiten von bis zu 350 km/h. Der erste Zug mit dieser Endgeschwindigkeit ging Ende Dezember 2009 in der Volksrepublik China auf einem Abschnitt der Schnellfahrstrecke Peking–Hongkong zwischen den Städten Wuhan und Guangzhou in Betrieb. Die Züge der Baureihen CRH2 und CRH3 benötigen für die 1000 Kilometer lange Strecke drei Stunden. Am 30. Juni 2011 wurde die wichtige 1318 Kilometer lange Schnellfahrstrecke Peking–Shanghai in Betrieb genommen, die der neue CRH 380A (auch: Harmony Express, deutsch: „Zug der Harmonie“) bei fünf Zwischenhalten in knapp fünfeinhalb Stunden befährt.
Der Anschaffungspreis eines Hochgeschwindigkeitszuges mit 350 Sitzplätzen wurde vom Internationalen Eisenbahnverband 2008 mit 20 bis 25 Millionen Euro angegeben. Die Instandhaltungskosten liegen bei rund einer Million Euro pro Jahr, bei einer jährlichen Laufleistung von etwa 500.000 Kilometern. Höheren Betriebskosten stehen höhere Einnahmen durch (im Vergleich zu konventionellen Zügen) etwa doppelt so hohe Laufleistungen und höhere Preisbereitschaften durch höhere Komfortniveaus gegenüber. Für den Betrieb von hundert Kilometern Hochgeschwindigkeitsstrecke werden demnach typischerweise zwischen 13 und 15 Züge gebraucht. Die Werte schwanken zwischen rund sechs Zügen (USA) bis zu rund 25 Zügen (Frankreich).
Der Geschwindigkeitsrekord von 574,8 km/h wird durch den aus dem französischen TGV abgeleiteten V150 gehalten.
Bei Testfahrten wurde in China mit einem CR450 im Juni 2023 die Höchstgeschwindigkeit von 453 km/h erreicht. Bei dem Versuch waren zwei Züge auf der Bahnstrecke Fuzhou–Zhangzhou im Einsatz, die sich auf der Meizhou Bay Bridge begegneten. Die dabei erreichte Differenzgeschwindigkeit betrug 891 km/h.

## Entwicklung des Hochgeschwindigkeitsverkehrs
Die Zentren der Entwicklung sind Asien und Europa.
| Erhebungszeitpunkt | Vmax       | weltweit | Europa | Nordamerika | China        | Japan        | Südkorea     | Taiwan       |
| ------------------ | ---------- | -------- | ------ | ----------- | ------------ | ------------ | ------------ | ------------ |
| Januar 2008        |            | 1737     | 1050   | 20 (USA)    | 163          | 427          | 47           | 30           |
| Herbst 2010        | ≥ 250 km/h | 2102     | 1243   | 20          | 839 (Asien)  | 839 (Asien)  | 839 (Asien)  | 839 (Asien)  |
| Frühling 2012      | ≥ 200 km/h | 2777     | 1670   | 20          | 1087 (Asien) | 1087 (Asien) | 1087 (Asien) | 1087 (Asien) |

Beispiele für Hochgeschwindigkeitszüge auf der Langstrecke (über 800 km Distanz), die fast durchgehend Schnellfahrstrecken für mindestens 250 km/h befahren, sind in Europa der Frecciarossa zwischen Turin und Neapel, der AVE zwischen Barcelona und Málaga, der TGV zwischen Lille und Marseille sowie ehemals der Eurostar zwischen London und Marseille (mit Ausnahme des Eurotunnels).

## Hersteller
Nach einer Studie des Bahnberatungsunternehmens SCI hatte der chinesische Hersteller CRRC im Jahr 2016 bei der Herstellung von Hochgeschwindigkeitszügen bereits einen Weltmarktanteil von 69 %, die japanische Konsortien (Kawasaki und Hitachi) 9 %, der französische Hersteller Alstom 8 % und der deutsche Siemens-Konzern 3 %. Die restlichen 11 % verteilten sich auf Bombardier, CAF, Talgo und AnsaldoBreda. 2007 bis 2009 lag der Marktanteil der chinesischen Hersteller erst bei 14 %. Der hohe Marktanteil von CRRC ging vor allem auf die Produktion für den chinesischen Binnenmarkt zurück, es wurde jedoch eine stärkere Exportorientierung für die Zukunft erwartet.

## Liste von Hochgeschwindigkeitszügen
Die folgenden schienengebundenen Hochgeschwindigkeitszüge sind alle für eine Geschwindigkeit von mindestens 190 km/h im regulären Einsatz vorgesehen.

### Aktuelle Hochgeschwindigkeitszüge
Hier sind zahlreiche Hochgeschwindigkeitszüge gelistet, welche sich aktuell im Einsatz befinden oder die gerade ihre Abnahmefahrten absolvieren. (Stand Januar 2025) Es sind primär Züge mit einer Höchstgeschwindigkeit von mehr als 200 km/h aufgelistet. Für Züge mit einer Höchstgeschwindigkeit zwischen 190 und 200 km/h, siehe unten.

#### Mitteleuropa
| Name | Einsatzgebiet                                                 | Hersteller                                                               | vmax*                                                        | vmax**                                      | Inbetriebnahme (kommerziell)                                                    |
| --- | ------------------------------------------------------------- | ------------------------------------------------------------------------ | ------------------------------------------------------------ | ------------------------------------------- | ------------------------------------------------------------------------------- |
| ČD-Baureihe 680 „Pendolino“ | Tschechien                                                    | Fiat Ferroviaria (heute Alstom)                                          | 230 km/h                                                     | 237 km/h                                    | 2004                                                                            |
| ComfortJet mit Siemens Vectron | Tschechien                                                    | Siemens                                                                  | 230 km/h                                                     | 253 km/h (Abnahmefahrt für die Zulassung)   | 2025                                                                            |
| ICE 1 (Baureihe 401) | Deutschland, Schweiz                                          | Siemens, ABB, AEG, Krauss-Maffei, Krupp, Thyssen Henschel                | 280 km/h                                                     | 328 km/h (Abnahmefahrt für die Zulassung)   | 1991                                                                            |
| ICE 2 (Baureihe 402) | Deutschland                                                   | Siemens, Adtranz                                                         | 280 km/h                                                     | 310 km/h (Abnahmefahrt für die Zulassung)   | 1996                                                                            |
| ICE 3 (Baureihe 403, Baureihe 406) | Deutschland, Niederlande, Belgien, Frankreich, Schweiz        | Siemens, Bombardier                                                      | 330 km/h                                                     | 369,4 km/h (Abnahmefahrt für die Zulassung) | 1999                                                                            |
| ICE 3 / Velaro D (Baureihe 407, Baureihe 408) | Deutschland, Frankreich, Niederlande, Belgien                 | Siemens                                                                  | 320 km/h                                                     | 357 km/h (Abnahmefahrt für die Zulassung)   | 2013 (Baureihe 407) 2022 (Baureihe 408)                                         |
| ICE 4 | Deutschland, Schweiz                                          | Siemens                                                                  | 250 km/h 265 km/h (Software-Upgrade 12/13-teilige Varianten) | 292 km/h (Abnahmefahrt für die Zulassung)   | 2017 (12-teilige Variante) 2019 (7-teilige Variante) 2021 (13-teilige Variante) |
| ICE T | Deutschland, Österreich                                       | Siemens, Bombardier, (1. Bauserie: Fiat Ferroviaria 2. Bauserie: Alstom) | 230 km/h                                                     | 255 km/h (Abnahmefahrt für Zulassung)       | 1998                                                                            |
| ICE L | Deutschland                                                   | Talgo                                                                    | 230 km/h                                                     | 253 km/h (Abnahmefahrt für die Zulassung)   |                                                                                 |
| PKP-Baureihe ED250 „Pendolino“ | Polen                                                         | Alstom                                                                   | 250 km/h                                                     | 293 km/h (Abnahmefahrt für Zulassung)       | 2014                                                                            |
| Railjet 1 | Österreich, Tschechien, Deutschland, Ungarn, Schweiz, Italien | Siemens                                                                  | 230 km/h                                                     | 275 km/h (Abnahmefahrt für Zulassung)       | 2008                                                                            |
| Railjet 2/Nightjet 2 | Österreich, Deutschland, Italien                              | Siemens                                                                  | 230 km/h                                                     | 253 km/h (Abnahmefahrt für die Zulassung)   | 2024                                                                            |
| Stadler SMILE (EC250, Giruno, SBB RABe 501) | Schweiz, Deutschland, Italien                                 | Stadler Rail                                                             | 250 km/h                                                     | 275 km/h (Abnahmefahrt für die Zulassung)   | 2019                                                                            |
| * reguläre Höchstgeschwindigkeit ** mindestens zu erreichende Geschwindigkeit für Zulassungsfahrten (reguläre Geschwindigkeit + 10 %) oder absolute Höchstgeschwindigkeit in Test-/Präsentationsfahrten ohne spezielle Modifikationen am Zug ? keine absolute Höchstgeschwindigkeit verzeichnet |                                                               |                                                                          |                                                              |                                             |                                                                                 |

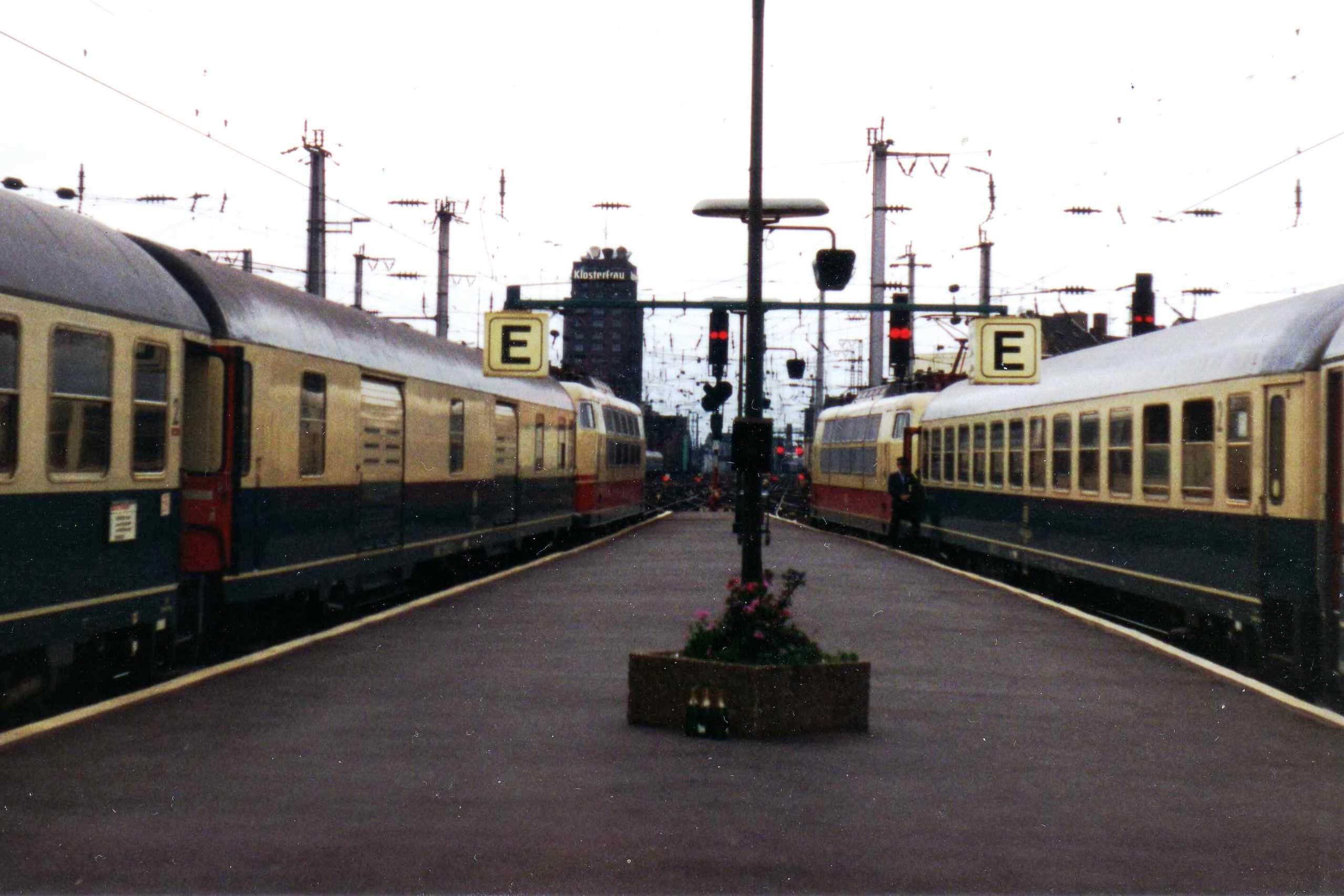
Der Intercity, heute als IC 1 bezeichnet, der erste kommerzielle deutsche Hochgeschwindigkeitszug
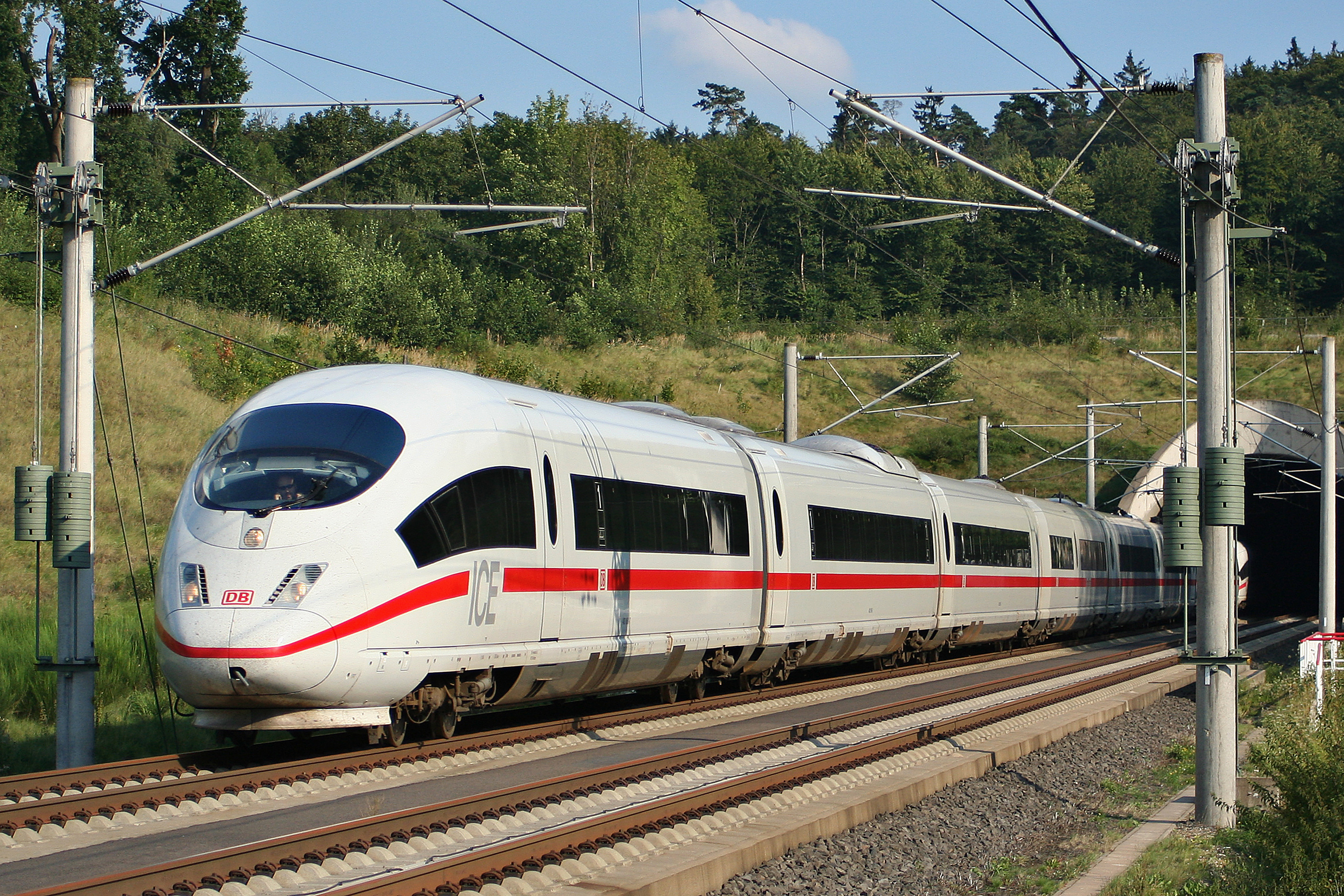
Ein ICE 3 auf der Schnellfahrstrecke Köln–Rhein/Main
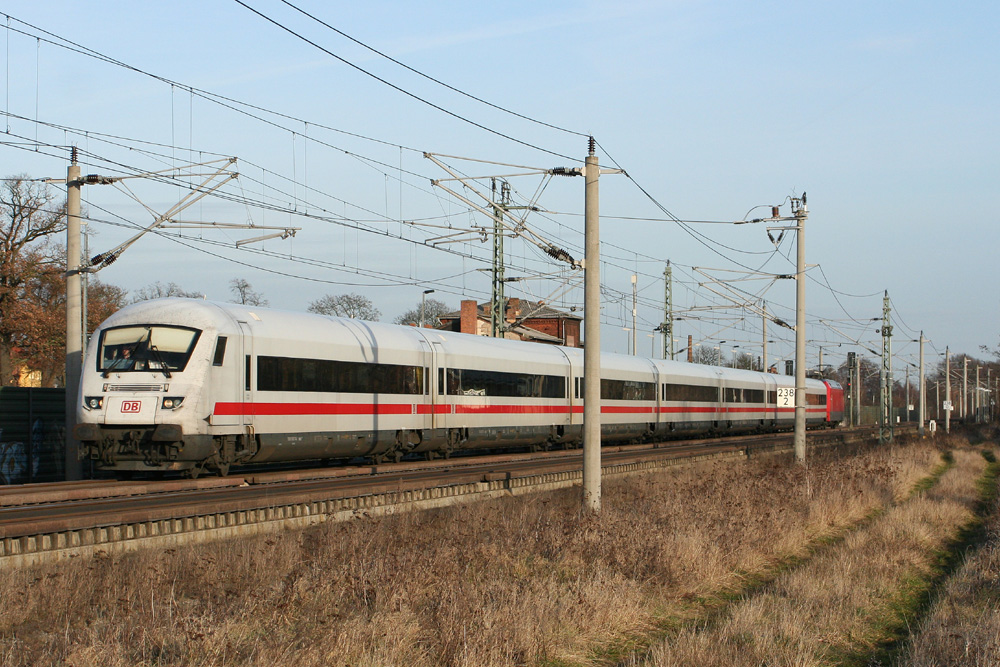
Der Metropolitan-Express-Train als ICE
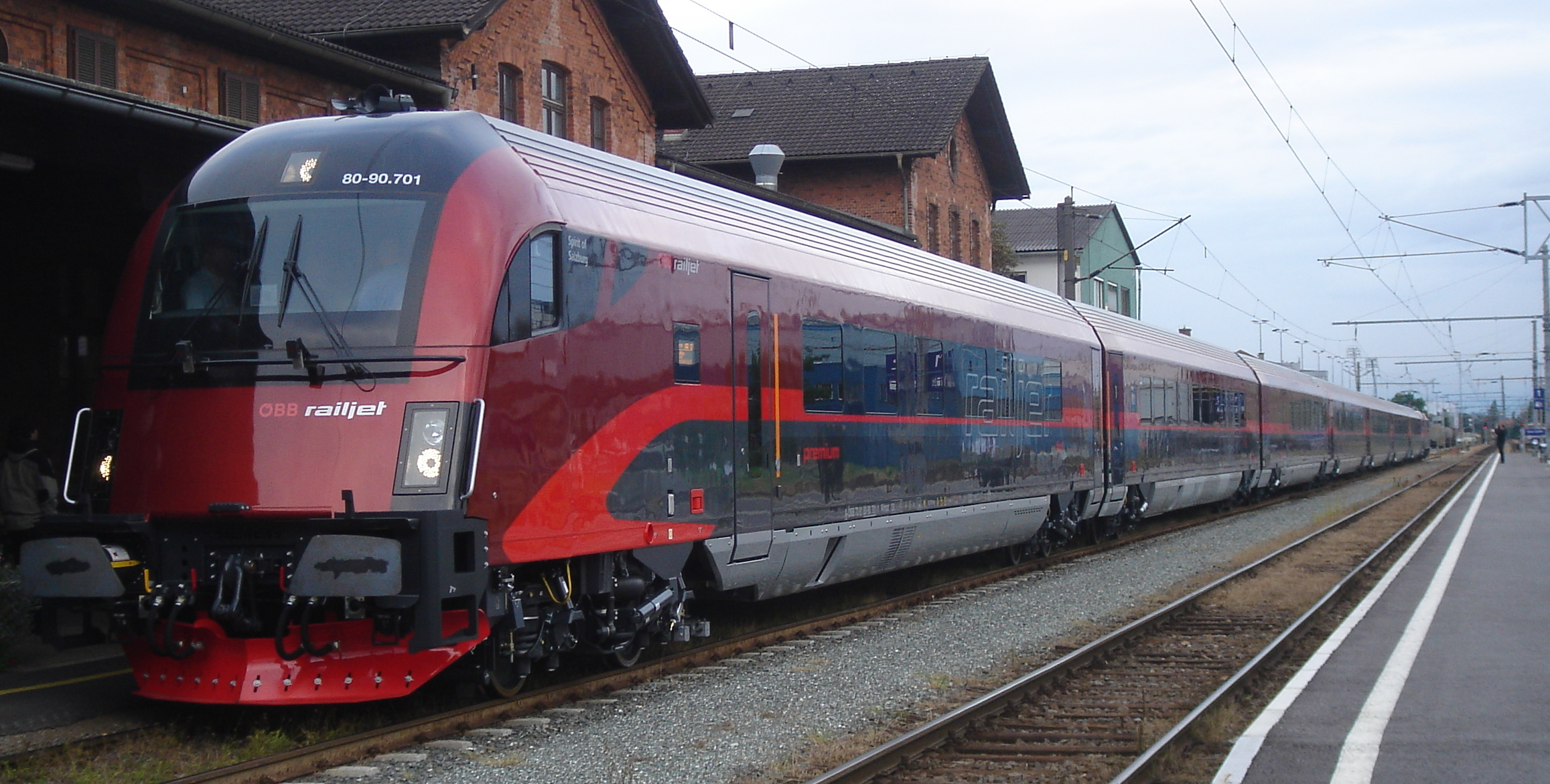
Österreichischer Railjet 1 mit Steuerwagen voraus
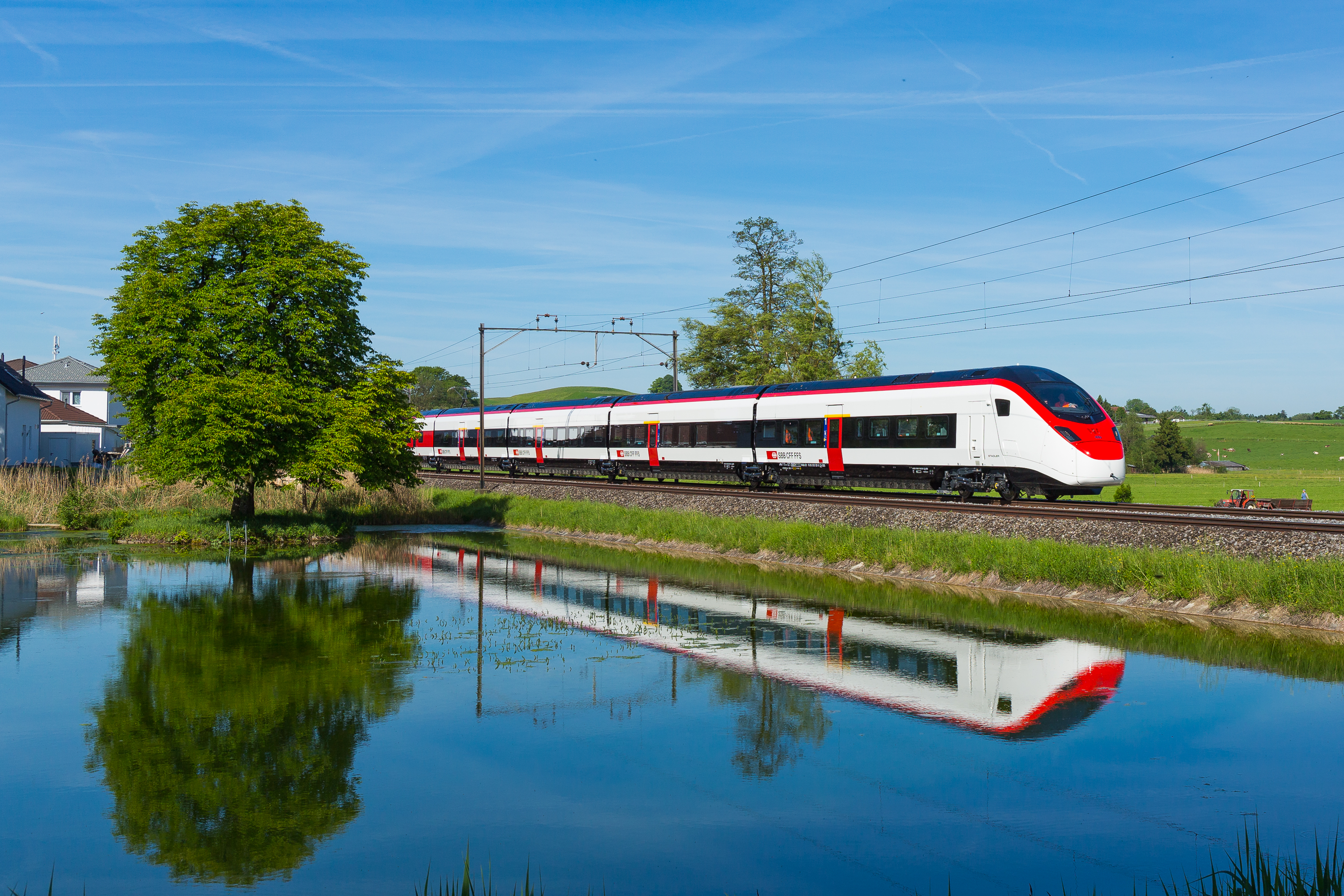
Der neue Schweizer Eurocity „EC250“
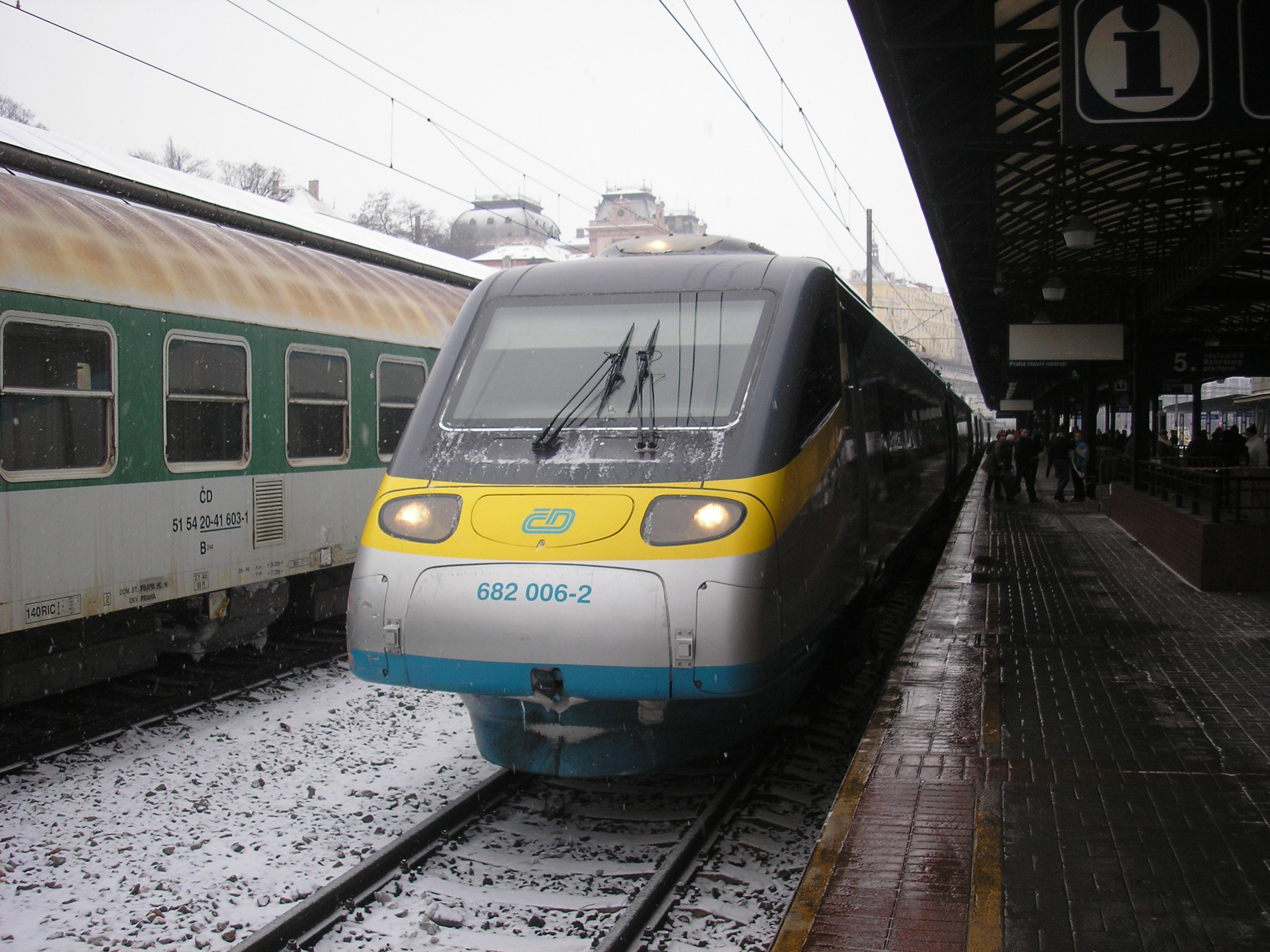
Tschechischer Pendolino Tschechische Baureihe 680

#### Skandinavien
| Name | Einsatzgebiet                | Hersteller                               | vmax*    | vmax**      | Inbetriebnahme (kommerziell) |
| --- | ---------------------------- | ---------------------------------------- | -------- | ----------- | ---------------------------- |
| GMB Type 71 (Flytoget) | Norwegen                     | Adtranz                                  | 210 km/h | ?           | 1997                         |
| NSB Type 73 (Krengetog) | Norwegen, Schweden           | Adtranz                                  | 210 km/h | ?           | 1999                         |
| Flytoget Type 78 (Oaris) | Norwegen                     | CAF                                      | 250 km/h | 250 km/h    | 2018                         |
| VR Sm3 | Finnland                     | Fiat Ferroviaria (heute Alstom)          | 220 km/h | 248 km/h    | 1995                         |
| VR Sm6 | Finnland, Russland           | Fiat Ferroviaria (heute Alstom)          | 220 km/h |             | 2010                         |
| X2 | Schweden, Dänemark, Norwegen | ABB (Västerås), Kalmar Verkstad (Kalmar) | 200 km/h | 276 km/h*** | 1990                         |
| X50, X51, X52, X53, X54 und X55 „Regina“ | Schweden, Norwegen           | Bombardier                               | 200 km/h | 303 km/h*** | 2000                         |
| * reguläre Höchstgeschwindigkeit (Schwedisch-Norwegische ATC erlaubt +4 km/h und mit Warnmeldung +9 km/h) ** mindestens zu erreichende Geschwindigkeit für Zulassungsfahrten (reguläre Geschwindigkeit + 10 %) oder absolute Höchstgeschwindigkeit in Test-/Präsentationsfahrten ohne spezielle Modifikationen am Zug *** Höchstgeschwindigkeit in Test-/Präsentationsfahrten mit speziellen Modifikationen am Zug ? keine absolute Höchstgeschwindigkeit verzeichnet |                              |                                          |          |             |                              |

#### Großbritannien, Frankreich, Benelux
| Name | Einsatzgebiet                                            | Hersteller                       | vmax*                                  | vmax**   | Inbetriebnahme (kommerziell) |
| --- | -------------------------------------------------------- | -------------------------------- | -------------------------------------- | -------- | ---------------------------- |
| Britische Klasse 373 / Eurostar | London–Paris/Brüssel                                     | Alstom                           | 300 km/h                               | 334 km/h | 1993                         |
| Britische Klasse 390 „Pendolino“ | Vereinigtes Königreich                                   | Fiat Ferroviaria (heute Alstom)  | 225 km/h                               | 225 km/h | 2002                         |
| Britische Klasse 395 „Javelin“ | Vereinigtes Königreich                                   | Hitachi                          | 225 km/h                               | 252 km/h | 2007                         |
| Eurostar 320 | Vereinigtes Königreich, Frankreich, Belgien, Niederlande | Siemens                          | 320 km/h                               | 320 km/h | 2017                         |
| HST (InterCity 125) (Diesel) | Vereinigtes Königreich                                   | BREL                             | 200 km/h                               | 238 km/h | 1976                         |
| InterCity 225 | Vereinigtes Königreich                                   | BREL, GEC Alsthom (heute Alstom) | 225 km/h                               | 262 km/h | 1988                         |
| TGV Atlantique | Frankreich (LGV Atlantique)                              | Alstom                           | 300 km/h                               | ?        | 1989                         |
| TGV Duplex | Frankreich, Deutschland, Schweiz                         | Alstom                           | 320 km/h                               | ?        | 1995                         |
| TGV M | Frankreich                                               | Alstom                           | 320 km/h                               |          |                              |
| TGV POS | Frankreich, Deutschland (LGV Est), Schweiz               | Alstom                           | 320 km/h                               | ?        | 2008                         |
| TGV Réseau (Thalys PBA) | Frankreich (Paris–Brüssel–Amsterdam)                     | Alstom                           | 320 km/h                               | ?        | 1991                         |
| TGV Sud-Est | Frankreich (LGV Sud-Est)                                 | Alstom                           | 270 km/h (original) 300 km/h (upgrade) | ?        | 1981                         |
| Thalys (PBKA) | Paris–Brüssel–Köln/Amsterdam                             | Alstom                           | 300 km/h                               | 330 km/h | 1997                         |
| * reguläre Höchstgeschwindigkeit ** mindestens zu erreichende Geschwindigkeit für Zulassungsfahrten (reguläre Geschwindigkeit + 10 %) oder absolute Höchstgeschwindigkeit in Test-/Präsentationsfahrten ohne spezielle Modifikationen am Zug ? keine absolute Höchstgeschwindigkeit verzeichnet |                                                          |                                  |                                        |          |                              |

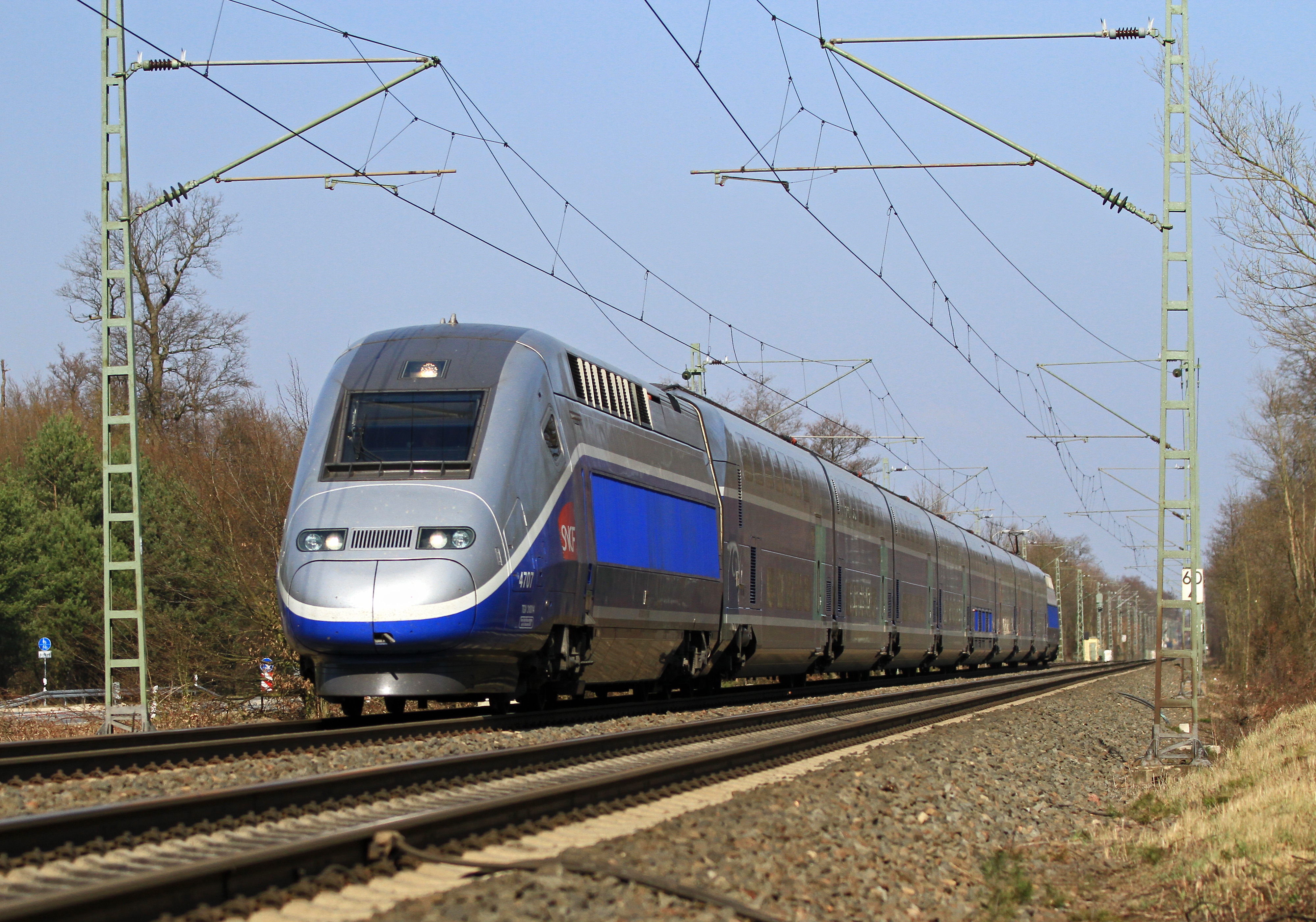
Französischer TGV in der Nähe von Frankfurt am Main

#### Südeuropa
| Name | Einsatzgebiet                 | Hersteller                       | vmax*    | vmax**   | Inbetriebnahme (kommerziell) |
| --- | ----------------------------- | -------------------------------- | -------- | -------- | ---------------------------- |
| CP-Baureihe 4000 „Alfa Pendular“ | Portugal                      | Fiat Ferroviaria (heute Alstom)  | 220 km/h | 266 km/h | 1998                         |
| ETR 450 | Italien                       | Fiat Ferroviaria (heute Alstom)  | 250 km/h | ?        | 1987                         |
| ETR 460, ETR 480 „Pendolino“ | Italien                       | Fiat Ferroviaria (heute Alstom)  | 250 km/h | ?        | 1993                         |
| ETR 500 | Italien                       | Alstom, Bombardier, AnsaldoBreda | 300 km/h | 351 km/h | 1992                         |
| ETR 575 (AGV) | Italien (Turin–Salerno)       | Alstom                           | 300 km/h | 360 km/h | 2012                         |
| ETR 600 | Italien                       | Alstom                           | 250 km/h | ?        | 2007                         |
| ETR 610 (SBB RABe 503) | Italien, Schweiz, Deutschland | Alstom                           | 250 km/h | ?        | 2007                         |
| ETR 675 | Italien                       | Alstom                           | 250 km/h |          | 2017                         |
| ETR 1000 | Italien, Spanien              | AnsaldoBreda, Bombardier         | 300 km/h | 400 km/h | 2015                         |
| RENFE-Baureihe 100 | Spanien (Madrid–Sevilla)      | Alstom                           | 300 km/h | 357 km/h | 1992                         |
| RENFE-Baureihen 102 und 112 (Talgo 350) | Spanien (Madrid–Málaga)       | Talgo, Bombardier                | 330 km/h | 365 km/h | 2005                         |
| RENFE-Baureihe 103 / Velaro E | Spanien (Madrid–Barcelona)    | Siemens                          | 350 km/h | 404 km/h | 2006                         |
| RENFE-Baureihe 104 | Spanien                       | Alstom, CAF                      | 250 km/h | ?        | 2005                         |
| RENFE-Baureihe 106 | Spanien                       | Talgo                            | 330 km/h | ?        | 2024                         |
| RENFE-Baureihe 107 | Spanien                       | Talgo                            | 330 km/h | ?        |                              |
| RENFE-Baureihe 114 | Spanien                       | Alstom, CAF                      | 250 km/h | ?        | 2009                         |
| RENFE-Baureihe 120 und 121 | Spanien                       | CAF, Alstom                      | 250 km/h | ?        | 2006                         |
| RENFE-Baureihe 130 / Talgo 250 | Spanien                       | Talgo, Bombardier                | 250 km/h | ?        | 2007                         |
| RENFE-Baureihe 490 | Spanien                       | Alstom, Fiat                     | 220 km/h | ?        | 1998                         |
| RENFE-Baureihe 730 / Talgo 250H | Spanien                       | Talgo, Bombardier                | 250 km/h | ?        | 2012                         |
| * reguläre Höchstgeschwindigkeit ** mindestens zu erreichende Geschwindigkeit für Zulassungsfahrten (reguläre Geschwindigkeit + 10 %) oder absolute Höchstgeschwindigkeit in Test-/Präsendationsfahrten ohne spezielle Modifikationen am Zug ? keine absolute Höchstgeschwindigkeit verzeichnet |                               |                                  |          |          |                              |

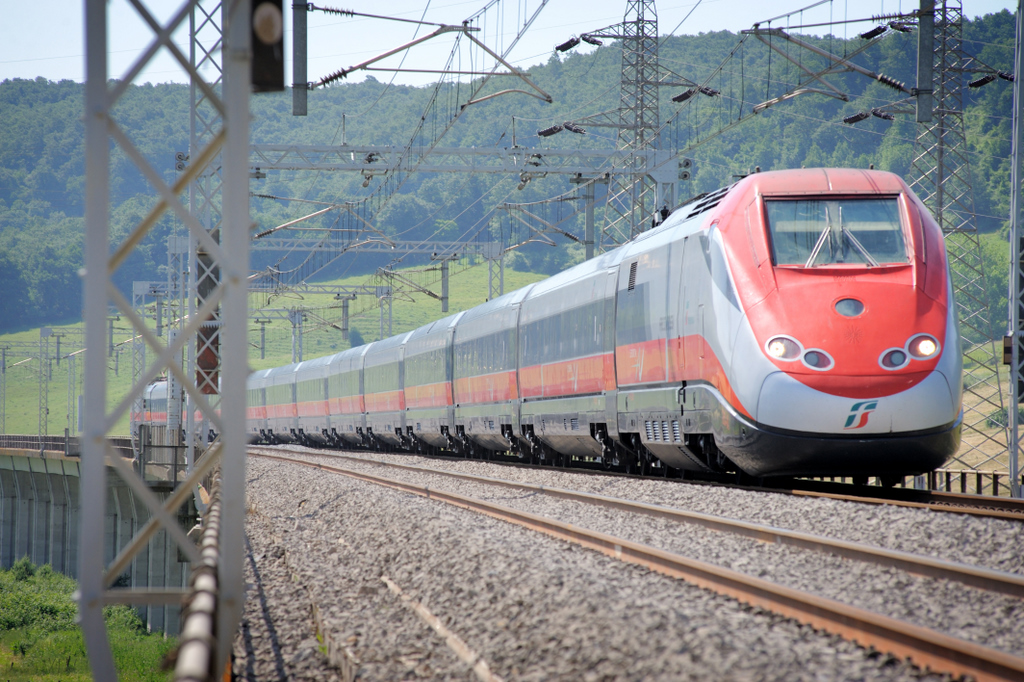
Italienischer ETR 500
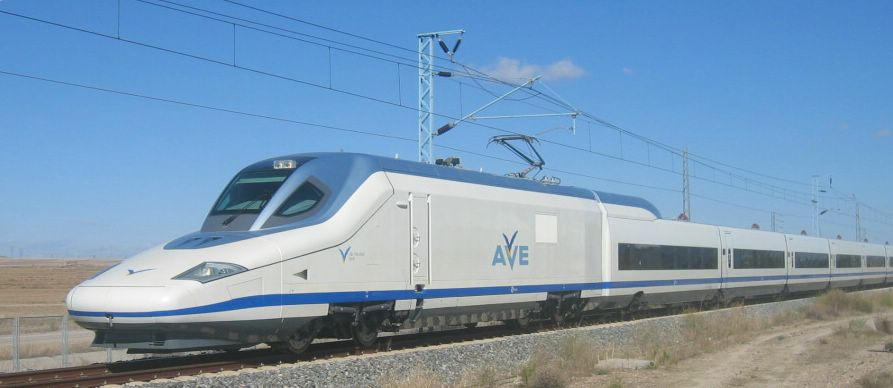
Spanischer AVE S-102

#### Volksrepublik China, Indien, Südost-Asien
| Name | Einsatzgebiet    | Hersteller                                                      | vmax*                               | vmax**     | Inbetriebnahme (kommerziell) |
| --- | ---------------- | --------------------------------------------------------------- | ----------------------------------- | ---------- | ---------------------------- |
| CRH1A, CRH1B und CRH1E | China            | Bombardier                                                      | 250 km/h                            | ?          | 2007                         |
| CRH2A, CRH2B und CRH2E (Shinkansen-Baureihe E2-1000) | China            | Kawasaki Heavy Industries / Sifang Locomotive and Rolling Stock | 250 km/h                            | 341 km/h   | 2006 (A, B, E) 2008 (C)      |
| CRH2C (Shinkansen Plattform) | China            | Kawasaki Heavy Industries / Sifang Locomotive and Rolling Stock | 350 km/h(CRH2C) 380 km/h(CRH2C-380) | ?          | 2007                         |
| CRH3A | China            | Siemens                                                         | 250 km/h                            | ?          | 2013                         |
| CRH3C / Velaro CN | China            | Siemens / Tangshan Railway Vehicle                              | 380 km/h                            | 487,3 km/h | 2008                         |
| CRH380A | China            | China South Locomotive & Rolling Stock Corporation Limited      | 380 km/h                            | 486,1 km/h | 2010                         |
| CRH380B und CRH380BL | China            | Tangshan Railway Vehicles / Changchun Railway Vehicles          | 380 km/h                            | ?          | 2011                         |
| CRH380CL | China            | Changchun Railway Vehicles / Hitachi                            | 380 km/h                            | ?          | 2013                         |
| CRH380D | China            | Bombardier                                                      | 380 km/h                            |            |                              |
| CRH5 / Pendolino | China            | Alstom                                                          | 250 km/h                            | ?          | 2006                         |
| CRH6 | China            | Nanjing Puzhen Rolling Stock Works                              | 180 / 250 km/h                      | ?          | 2013                         |
| CR300AF, CR300BF „Fuxing“ | China/Thailand   | China Railway Rolling Stock Corporation                         | 250/300 km/h                        | ?          | 2019                         |
| CR400AF, CR400BF „Fuxing“ | China/Indonesien | China Railway Rolling Stock Corporation                         | 350/400 km/h                        | 420 km/h   | 2017                         |
| * reguläre Höchstgeschwindigkeit ** absolute Höchstgeschwindigkeit ohne spezielle Modifikationen am Zug ? keine absolute Höchstgeschwindigkeit verzeichnet |                  |                                                                 |                                     |            |                              |

#### Japan, Korea, Taiwan
| Name | Einsatzgebiet                                  | Hersteller                                        | vmax*        | vmax**   | Inbetriebnahme (kommerziell) |
| --- | ---------------------------------------------- | ------------------------------------------------- | ------------ | -------- | ---------------------------- |
| KTX-I (Baureihe 10) | Südkorea                                       | Alstom, Hyundai Rotem                             | 300 km/h     | ?        | 2004                         |
| KTX-II (Baureihen 11 „Sancheon“ und 12 „Honam“) | Südkorea                                       | Hyundai Rotem                                     | 330–360 km/h | 352 km/h | 2010                         |
| KTX-Eum | Südkorea                                       | Hyundai Rotem                                     | 260 km/h     |          | 2021                         |
| KTX-Cheongryong | Südkorea                                       | Hyundai Rotem                                     | 320 km/h     |          | 2024                         |
| Shinkansen-Baureihe 500 | Japan (San’yō-Shinkansen)                      | Hitachi, Kawasaki HI                              | 300 km/h     | 365 km/h | 1997                         |
| Shinkansen-Baureihe 700 | Japan (Tōkaidō-Shinkansen)                     | Hitachi, Kawasaki HI, Kinki Sharyō, Nippon Sharyō | 285 km/h     | 339 km/h | 1999                         |
| Shinkansen-Baureihe 700T | Taiwan (Taipeh–Kaohsiung)                      | Hitachi, Kawasaki HI                              | 300 km/h     | 315 km/h | 2007                         |
| Shinkansen-Baureihe 800 | Japan (Kyūshū-Shinkansen)                      | Hitachi                                           | 260 km/h     | 285 km/h | 2004                         |
| Shinkansen-Baureihe E2 | Japan (Tōhoku-Shinkansen/Hokuriku-Shinkansen)  | Hitachi, Kawasaki HI, Nippon Sharyō, Tokyu Car    | 275 km/h     | 362 km/h | 1997                         |
| Shinkansen-Baureihe E3 | Japan (Yamagata-Shinkansen)                    | Kawasaki HI, Tokyu Car                            | 275 km/h     | 340 km/h | 1997                         |
| Shinkansen-Baureihe E4 | Japan (Tōhoku-Shinkansen / Jōetsu-Shinkansen)  | Hitachi, Kawasaki HI                              | 240 km/h     | ?        | 1997                         |
| Shinkansen-Baureihe E5 / H5 | Japan (Tōhoku- / Hokkaidō-Shinkansen)          | Hitachi, Kawasaki HI                              | 320 km/h     | 388 km/h | 2009                         |
| Shinkansen-Baureihe E6 | Japan (Akita-Shinkansen)                       | Hitachi, Kawasaki HI                              | 320 km/h     | 388 km/h | 2010                         |
| Shinkansen-Baureihe E7 / W7 | Japan (Hokuriku-Shinkansen, Jōetsu-Shinkansen) | Hitachi, Kawasaki HI                              | 260 km/h     | ?        | 2014                         |
| Shinkansen-Baureihe E8 | Japan (Yamagata-Shinkansen)                    |                                                   | 300 km/h     |          | 2024                         |
| Shinkansen-Baureihe N700 | Japan (Tōkaidō-Shinkansen, Kyūshū-Shinkansen)  | Hitachi, Kawasaki HI, Nippon Sharyō               | 300 km/h     | 360 km/h | 2007                         |
| * reguläre Höchstgeschwindigkeit ** absolute Höchstgeschwindigkeit ohne spezielle Modifikationen am Zug ? keine absolute Höchstgeschwindigkeit verzeichnet |                                                |                                                   |              |          |                              |

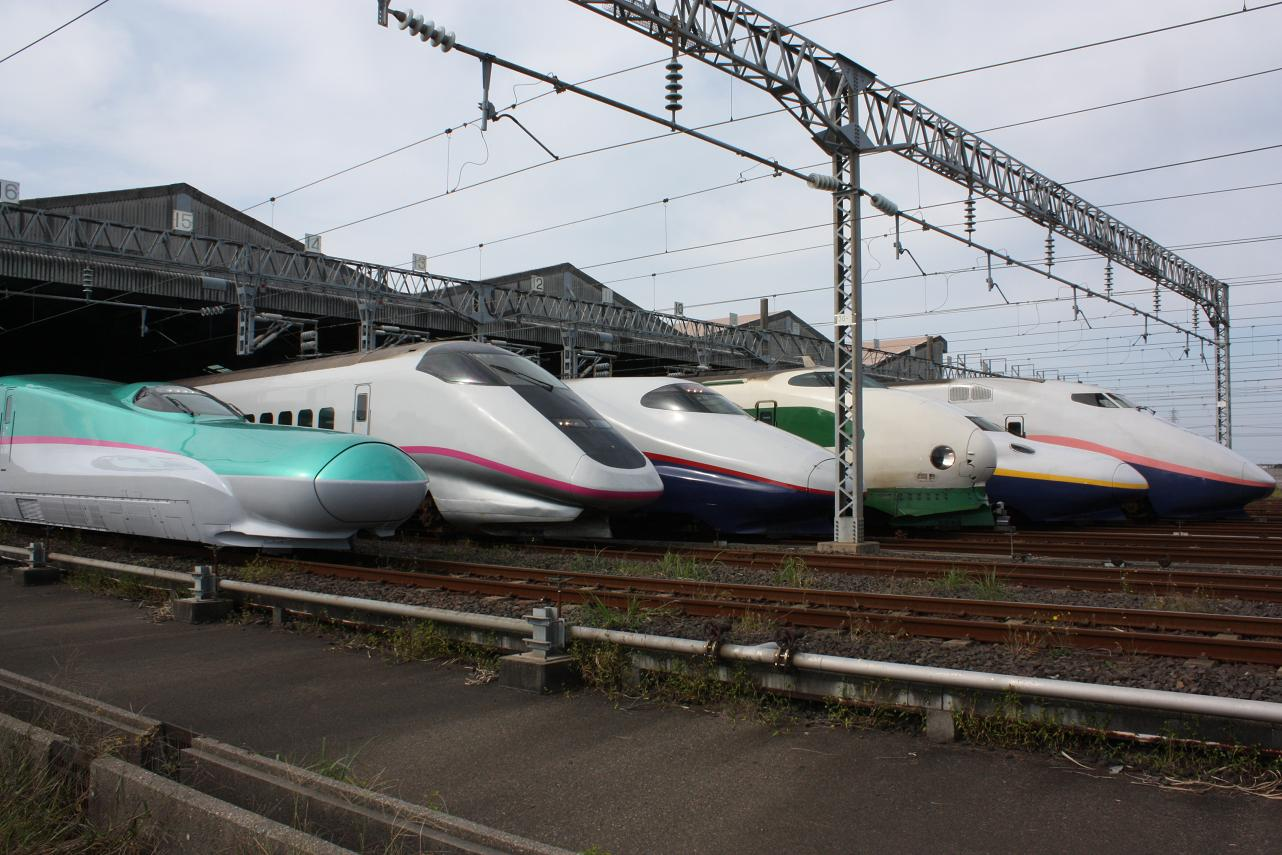
Japanische Shinkansen
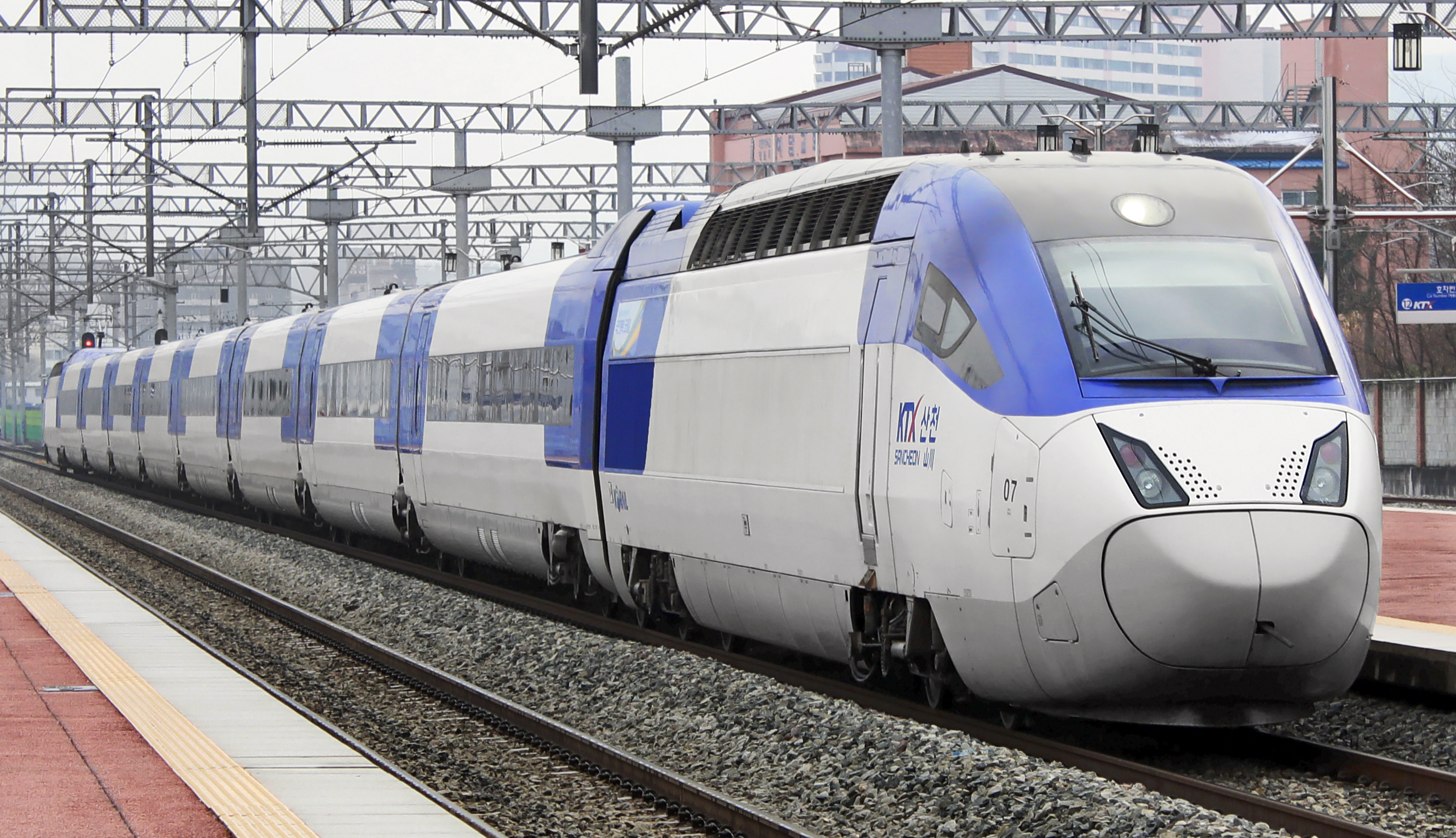
Südkoreanischer KTX II

#### Russland, Nahost und Zentral-Asien
| Name | Einsatzgebiet                                    | Hersteller                                 | vmax*    | vmax**   | Inbetriebnahme (kommerziell) |
| --- | ------------------------------------------------ | ------------------------------------------ | -------- | -------- | ---------------------------- |
| Afrosiyob / Talgo 250 | Usbekistan (Taschkent – Samarqand)               | Talgo, Ingeteam                            | 250 km/h | ?        | 2011                         |
| Haramain | Saudi-Arabien                                    | Talgo                                      | 300 km/h | ?        | 2018                         |
| Sapsan / Velaro RUS | Russland                                         | Siemens                                    | 250 km/h | 292 km/h | 2009                         |
| TCDD-Baureihe HT65000 | Türkei (Türkiye Cumhuriyeti Devlet Demiryolları) | Construcciones y Auxiliar de Ferrocarriles | 300 km/h | ?        | 2009                         |
| TCDD-Baureihe HT80000 | Türkei (Türkiye Cumhuriyeti Devlet Demiryolları) | Siemens                                    | 300 km/h | 330 km/h | 2015                         |
| * reguläre Höchstgeschwindigkeit ** absolute Höchstgeschwindigkeit ohne spezielle Modifikationen am Zug ? keine absolute Höchstgeschwindigkeit verzeichnet |                                                  |                                            |          |          |                              |

#### Afrika, Amerika, Australien, Neuseeland
| Name | Einsatzgebiet                    | Hersteller | vmax*    | vmax**             | Inbetriebnahme (kommerziell) |
| --- | -------------------------------- | ---------- | -------- | ------------------ | ---------------------------- |
| Acela Express | USA (Nordost-Korridor)           | Bombardier | 240 km/h | 265 km/h           | 2000                         |
| Avelia Liberty | USA (Nordost-Korridor)           | Alstom     | 256 km/h | 350 km/h (Entwurf) |                              |
| Al Boraq | Marokko                          | Alstom     | 320 km/h | 357 km/h           | 2018                         |
| Velaro Egypt | Ägypten (Green, Blue, Red Lines) | Siemens    | 250 km/h |                    | 2026                         |
| * reguläre Höchstgeschwindigkeit ** absolute Höchstgeschwindigkeit ohne spezielle Modifikationen am Zug ? keine absolute Höchstgeschwindigkeit verzeichnet |                                  |            |          |                    |                              |

### Prototypen und Messzüge
Die folgenden Züge wurden nur als Einzelexemplar zu Testzwecken gebaut oder aus Serienfahrzeugen umgerüstet. Es handelt sich dabei um Züge, die nicht im regulären Passagiertransport eingesetzt wurden, sondern lediglich zur Erprobung oder für Streckenmessungen dienten.
| Zugtyp                                   | Betriebs- jahre (Land)  | Gesellschaft / Betreiber / Konstrukteur                   | Höchstgeschwindigkeit                     | Anmerkung |
| ---------------------------------------- | ----------------------- | --------------------------------------------------------- | ----------------------------------------- | --- |
| Drehstrom-Triebwagen                     | 1903 (Deutschland)      | St.E.S. / Siemens & Halske                                | 206 km/h experimentell                    | stellte im September 1903 auf der St.E.S.-Versuchsstrecke den damaligen weltweiten Geschwindigkeitsrekord für Schienenfahrzeuge auf                             |
| Drehstrom-Triebwagen                     | 1903 (Deutschland)      | St.E.S. / AEG                                             | 210,3 km/h experimentell                  | stellte im Oktober 1903 auf der St.E.S.-Versuchsstrecke den damaligen weltweiten Geschwindigkeitsrekord für Schienenfahrzeuge auf                               |
| Schienenzeppelin                         | 1930–1939 (Deutschland) | Franz Kruckenberg                                         | 230 km/h experimentell                    | stellte 1931 den bis 1955 nicht überbotenen Geschwindigkeitsrekord für Schienenfahrzeuge auf                                                                    |
| ADIF-Baureihe 330                        | 2000– (Spanien)         | Talgo, Adtranz, Krauss-Maffei                             | 330 km/h regulär 359 km/h experimentell   | Prototyp der AVE S-102, seit 2003 als Messzug eingesetzt |
| ADIF-Baureihe 355 / Talgo XXI            | 1998– (Spanien)         | Talgo, Krauss-Maffei                                      | 220 km/h regulär 256,4 km/h experimentell | Messzug; stellte am 12. Juni 2002 einen Geschwindigkeitsrekord für dieselbetriebene Triebzüge auf.                                                              |
| CNR-Baureihe DJJ2                        | 2002–2006 (China)       | Zhuzhou Electric Locomotive Works                         | 321,5 km/h                                | |
| Doctor Yellow                            | 1962– (Japan)           | diverse                                                   | 270 km/h regulär                          | mehrere Messzüge verschiedener Baureihen |
| ICE S                                    | 1996– (Deutschland)     | Siemens, Adtranz, AEG, DWA                                | 330 km/h regulär 405 km/h                 | noch als Messzug im Einsatz, hält den Geschwindigkeitsrekord für Schienenfahrzeuge in der Schweiz und in Österreich                                             |
| ICE V                                    | 1985–1998 (Deutschland) | Siemens, AEG, BBC, Krauss-Maffei, Krupp, Thyssen Henschel | 280 km/h regulär 406,9 km/h               | stellte 1988 den damaligen Geschwindigkeitsrekord für das weltweit schnellste Schienenfahrzeug auf                                                              |
| HSR-350x                                 | 2002–2006 (Südkorea)    | Hyundai Rotem                                             | 352,4 km/h                                | |
| Shinkansen-Baureihe 1000                 | 1962–1964 (Japan)       | JNR                                                       | 256 km/h                                  | 30. März 1963 auf Testfahrstrecke (später auf der Tōhoku-Shinkansen)                                                                                            |
| Shinkansen-Baureihe 951                  | 1968–1979 (Japan)       | JNR                                                       | 286 km/h                                  | 24. Februar 1972 auf der San’yō-Shinkansen |
| Shinkansen-Baureihe 961                  | 1973–1990 (Japan)       | JNR                                                       | 319 km/h                                  | 7. Dezember 1979 auf Testfahrstrecke (später auf der Tōhoku-Shinkansen)                                                                                         |
| Shinkansen-Baureihe 962                  | 1979–1983 (Japan)       | JNR                                                       |                                           | Prototyp der Baureihe 200 |
| Shinkansen-Baureihe 500-900 (WIN350)     | 1992–1996 (Japan)       | JR West                                                   | 350,4 km/h                                | 8. August 1992 auf San’yō-Strecke, Erprobungsträger der Baureihe 500                                                                                            |
| Shinkansen-Baureihe 952/953 (STAR 21)1   | 1992–1998 (Japan)       | JR East                                                   | 425 km/h                                  | 21. Dezember 1993 auf der Jōetsu-Shinkansen |
| Shinkansen-Baureihe 955 (300X)           | 1995–2002 (Japan)       | JR Central                                                | 443 km/h                                  | 26. Juni 1996 auf der Tōkaidō-Shinkansen |
| Shinkansen-Baureihe E954 (FASTECH 360 S) | 2005–2009 (Japan)       | JR East                                                   | 398 km/h                                  | Erprobungsträger der Baureihe E5 |
| Shinkansen-Baureihe E955 (FASTECH 360 Z) | 2006–2008 (Japan)       | JR East                                                   | 405 km/h                                  | Erprobungsträger der Baureihe E6 (Mini-Shinkansen-Typ) |
| Shinkansen-Baureihe E956 (ALFA-X)        | seit 2019 (Japan)       | JR East                                                   | 400 km/h                                  | Erprobungsträger für einen Regelbetrieb bei 360 km/h zwischen Tokio und Sapporo                                                                                 |
| Kikan Kahen Densha                       | seit 1998 (Japan)       | diverse                                                   | 300 km/h                                  | Umspurbare Fahrwerke; bislang drei Versuchszüge |
| TGV A-Einheit 325                        | 1989–1990 (Frankreich)  | Alstom                                                    | 515,3 km/h experimentell                  | modifizierte und verkürzte Einheit aus der Serienbaureihe, stellte 1990 den damaligen Geschwindigkeitsrekord für das weltweit schnellste Schienenfahrzeug auf   |
| TGV Iris 320                             | 2006– (Frankreich)      | Alstom                                                    | 320 km/h regulär                          | Messzug, ehemals TGV-Réseau-Einheit 4530 |
| TGV V150                                 | 2007 (Frankreich)       | Alstom                                                    | 574,8 km/h experimentell                  | Aus Teilen von TGV-POS-Einheit 4402 gebildet, stellte 2007 den derzeitigen Geschwindigkeitsrekord für das weltweit schnellste Schienenfahrzeug auf (Stand 2025) |
| Gröna Tåget                              | 2005–2012 (Schweden)    | Bombardier                                                | 303 km/h experimentell                    | Konzeptzug ohne geplante Serie |
| Bombardier JetTrain                      | 2000–2003 (USA)         | Bombardier                                                | 251 km/h experimentell                    | Versuchsfahrzeug ohne geplante Serie |

Im Jahr 1903 überschritten zwei Versuchsfahrzeuge der deutschen Studiengesellschaft für Elektrische Schnellbahnen kurz nacheinander auf der St.E.S.-Versuchsstrecke Marienfelde–Zossen die 200 km/h-Marke.

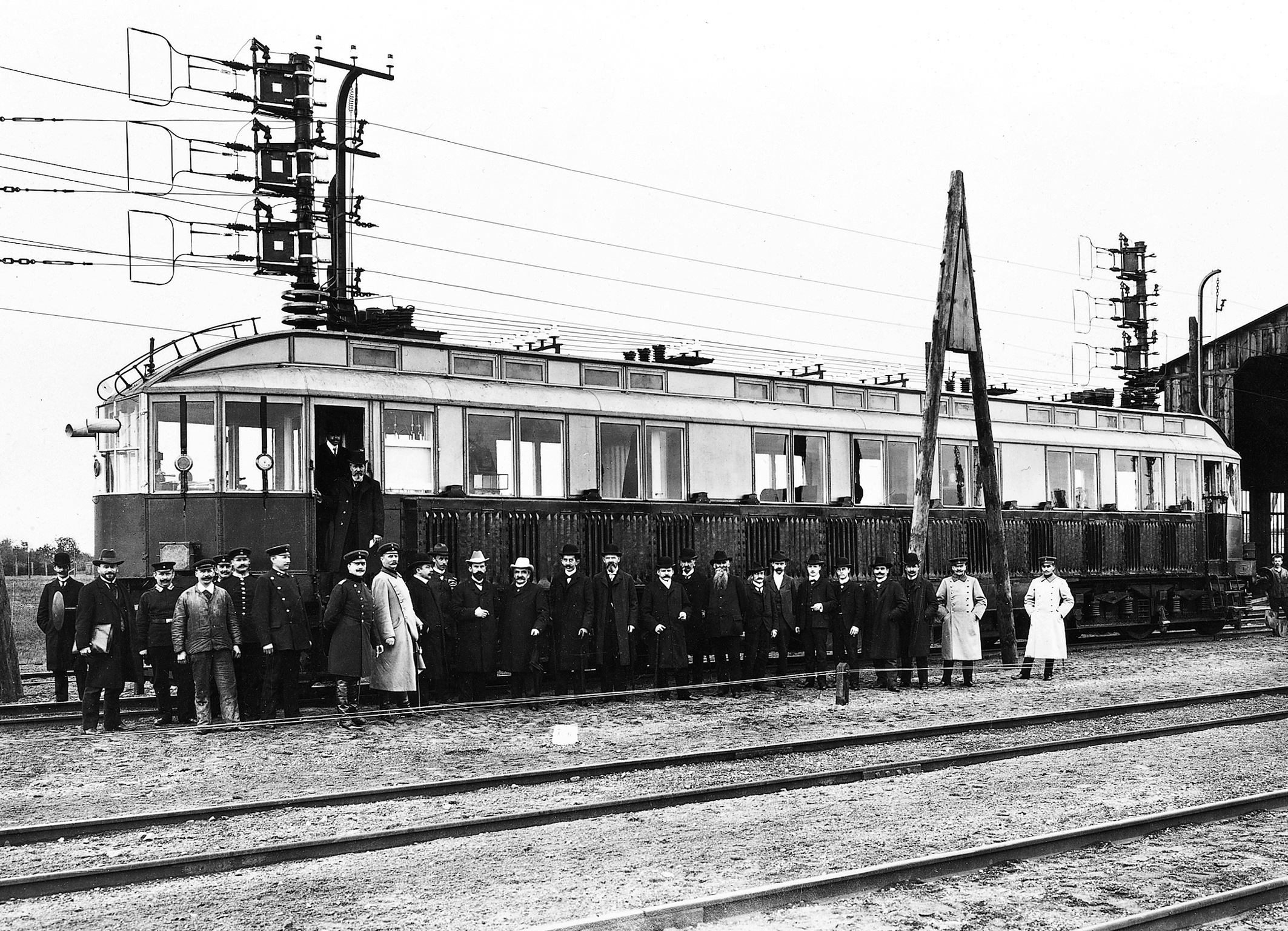
St.E.S.-Triebwagen Bauart Siemens&Halske, 1903
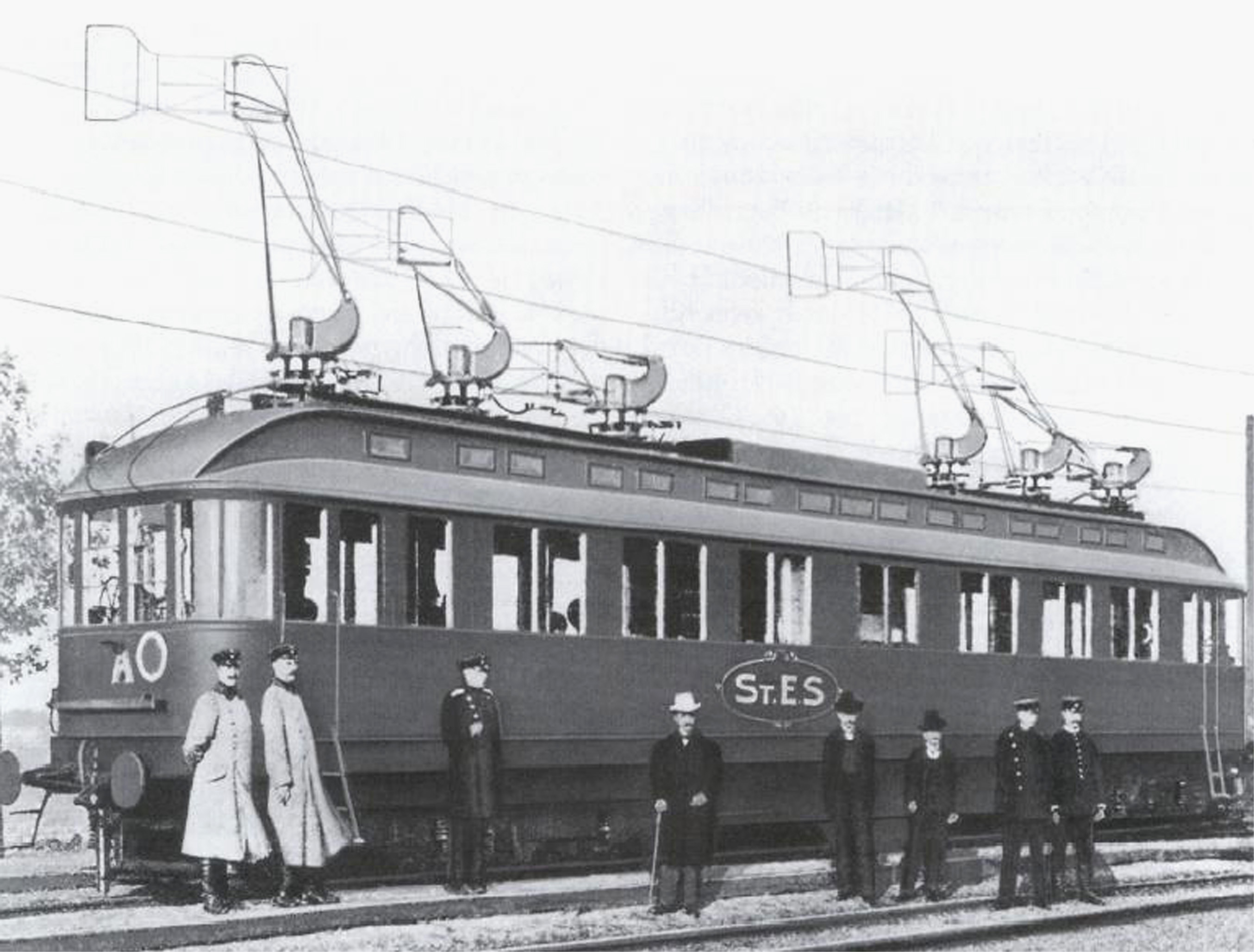
St.E.S.-Triebwagen der Bauart AEG, 1903
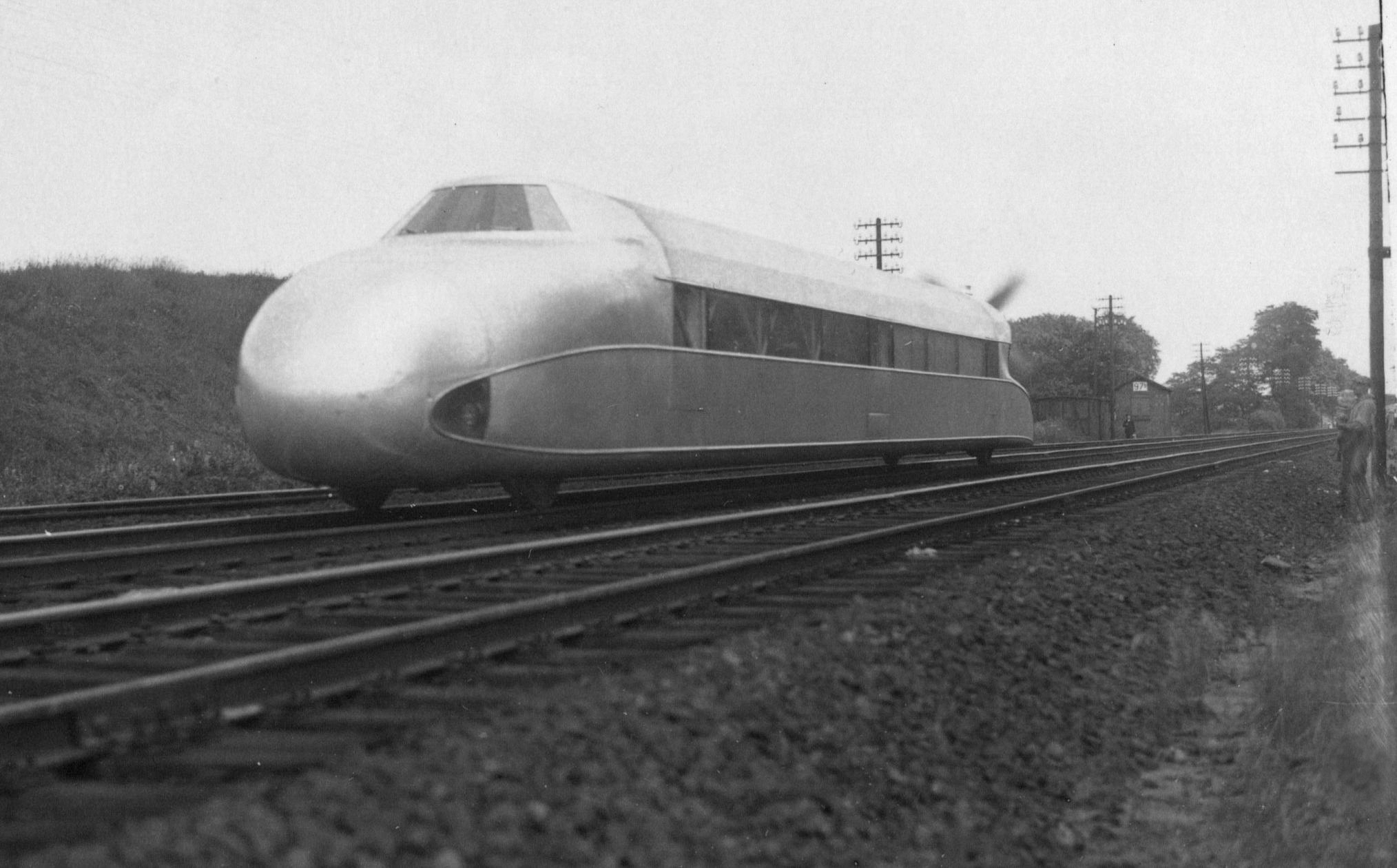
Deutscher Schienenzeppelin von 1931

Am 3. September 2000 wurde mit dem Lanjian („blauer Pfeil“) ein für bis zu 305 km/h ausgelegter Zug in den Werkhallen der Zhuzhou-Lokfabrik in Changsha vorgestellt. Die einen Triebkopf (4800 Kilowatt), fünf Mittel- und einen Steuerwagen umfassende Einheit sollte ab 2001 zwischen Guangzhou und Shenzhen im Fahrgastbetrieb eingesetzt werden. Insgesamt acht Triebzüge waren dafür bestellt. (Der aktuelle Stand des Realisierung ist hier nicht bekannt.)

### Weitere Züge mit einer Höchstgeschwindigkeit von mindestens 190 km/h
Die folgenden Züge zählen nicht zu den klassischen Hochgeschwindigkeitszügen, sind jedoch aufgrund der in diesem Artikel genutzten Definition als Hochgeschwindigkeitszug eingestuft. Sie laufen meistens im untergeordneten Intercity-Verkehr oder als schnelle Regional-Express-Züge auf Hochgeschwindigkeitsstrecken.
| Name                                                                            | Einsatzgebiet                                           | Hersteller                            | vmax*    | vmax** | Inbetriebnahme (kommerziell) |
| ------------------------------------------------------------------------------- | ------------------------------------------------------- | ------------------------------------- | -------- | ------ | ---------------------------- |
| Alstom Coradia Liner                                                            | Frankreich                                              | Alstom                                | 200 km/h |        | 2011                         |
| Alstom Coradia Max                                                              | Deutschland                                             | Alstom                                | 200 km/h |        | 2026                         |
| Alstom Coradia Stream (DSB ES, ETR 108, NS-Baureihe ICNG)                       | Dänemark, Italien, Niederlande                          | Alstom                                | 200 km/h |        | 2018                         |
| Alstom Coradia X3 (Arlanda Express)                                             | Schweden                                                | Alstom                                | 200 km/h |        | 1999                         |
| Alstom ETR 470 „Cisalpino“                                                      | Italien, Schweiz                                        | Fiat Ferroviaria (heute Alstom)       | 200 km/h |        | 1993, 1996–2015 (SBB)        |
| Bombardier Régio2N                                                              | Frankreich                                              | Bombardier (heute Alstom)             | 200 km/h |        | 2011                         |
| Bombardier Twindexx Express (SBB RABe 502)                                      | Schweiz                                                 | Bombardier                            | 200 km/h |        | 2018                         |
| Bombardier Voyager (Klassen 220, 221, 222)                                      | Vereinigtes Königreich                                  | Bombardier (heute Alstom)             | 200 km/h |        | 2001                         |
| Britische Klasse 180                                                            | Vereinigtes Königreich                                  | Alstom                                | 200 km/h |        | 2000                         |
| CAF Civity (Klassen 397, 897)                                                   | Vereinigtes Königreich                                  | Hitachi                               | 200 km/h |        | 2019                         |
| Corail-Wagen mit Sybic-Lokomotiven                                              | Frankreich                                              |                                       | 200 km/h |        |                              |
| DB IC1 / Flixtrain-Garnituren mit Loks der Baureihen 101, 103, 120, 182 und 193 | Dänemark, Deutschland, Niederlande, Österreich, Schweiz |                                       | 200 km/h |        | 1979                         |
| Hitachi A-Train (AT 300; Klassen 800, 801, 802, 803, 805, 807, 810)             | Vereinigtes Königreich                                  | Hitachi                               | 200 km/h |        | 2014                         |
| IC2000-Doppelstockwagen mit Re 460                                              | Schweiz                                                 | Schindler Waggon                      | 200 km/h |        | 1997                         |
| ICN (SBB RABDe 500)                                                             | Schweiz                                                 | Adtranz, später Bombardier und Alstom | 200 km/h |        | 2000                         |
| M7-Wendezug-Garnitur                                                            | Belgien                                                 | Bombardier (heute Alstom)             | 200 km/h |        | 2018                         |
| Siemens Desiro HC                                                               | Deutschland                                             | Siemens                               | 190 km/h |        | 2024                         |
| SJ X40                                                                          | Schweden                                                | Alstom                                | 200 km/h |        | 2004                         |
| Škoda Wendezug-Garnitur mit Lok der Baureihe 102                                | Deutschland                                             | Škoda                                 | 190 km/h |        | 2019                         |
| Stadler Flirt (NSB Type 74, NSB Type 75, Norske tog Type 76 / VR X74)           | Norwegen / Schweden                                     | Stadler Rail                          | 200 km/h |        | 2012 / 2015                  |
| Stadler KISS (DB IC2 und Westbahn / Transitio ER1 / Railjet / Caltrain)         | Deutschland, Österreich, Schweiz / Schweden             | Stadler Rail                          | 200 km/h |        | 2011 / 2019                  |
| Strizh; Стриж                                                                   | Russland                                                | Talgo                                 | 200 km/h |        | 2015                         |
| SŽ-Baureihe 310                                                                 | Slowenien                                               | Fiat Ferroviaria (heute Alstom)       | 200 km/h |        | 2000                         |
| Transtech-Doppelstockwagen mit Sr2- oder Sr3-Lokomotiven                        | Finnland                                                |                                       | 200 km/h |        |                              |
| Västtrafik X80                                                                  | Schweden                                                | Bombardier                            | 200 km/h |        | 2021                         |
| Venture-Wagen mit Siemens Charger                                               | USA                                                     | Siemens                               | 200 km/h |        | 2015                         |
| Z TER                                                                           | Frankreich                                              | Alstom                                | 200 km/h |        |                              |

### Ehemalige Hochgeschwindigkeitszüge
Die folgenden Züge sind aus dem Dienst genommen oder das Projekt wurde eingestellt.
| Name | Einsatzgebiet                        | Hersteller                                                      | vmax*            | vmax**                                    | (kommerzielle) Inbetriebnahme | Außerbetriebnahme                                                            |
| --- | ------------------------------------ | --------------------------------------------------------------- | ---------------- | ----------------------------------------- | ----------------------------- | ---------------------------------------------------------------------------- |
| BR-Klasse 370 (APT) | UK (London – Glasgow)                | British Rail                                                    | 200 km/h         | 249 km/h                                  | 1981                          | 1986                                                                         |
| ЭР200 | Russland                             | Rigaer Waggonfabrik                                             | 200 km/h         | ?                                         | 1974                          | 2009                                                                         |
| ЭС250 (ES250, Sokol) | Russland                             |                                                                 | 250 km/h         | ?                                         | 1997                          | 2006 (Projekt eingestellt)                                                   |
| ICE TD (Diesel) | Deutschland, Dänemark, Schweiz       | Siemens, Bombardier                                             | 200 km/h         | 222 km/h                                  | 2001                          | 2017 (Fahrgasteinsatz beendet, eine Einheit noch als Zuglabor in Verwendung) |
| Metropolitan Express Train (MET) | Deutschland                          | Fahrzeugtechnik Dessau                                          | 220 km/h         | 242 km/h (Abnahmefahrt für die Zulassung) | 1999                          | 2021                                                                         |
| RENFE-Baureihe 101 | Spanien (Barcelona – Alicante)       | Alstom                                                          | 220 km/h         | 254 km/h                                  | 1997                          | 2009 (umgebaut in RENFE-Baureihe 100)                                        |
| RENFE-Baureihe 490 | Spanien                              | Alstom, Fiat Ferroviaria                                        | 220 km/h         | ?                                         | 1998                          | 2014                                                                         |
| Shinkansen-Baureihe 0 | Japan (Tōkaidō- / San’yō-Shinkansen) | Nippon Sharyō, Kawasaki HI, Kinki Sharyō, Kisha, Hitachi        | 220 km/h         | 235 km/h                                  | 1964                          | 2008                                                                         |
| Shinkansen-Baureihe 100 | Japan (Tōkaidō- / San’yō-Shinkansen) | Nippon Sharyō, Kawasaki HI, Hitachi, Kinki Sharyō, Tokyu Sharyo | 230 km/h         | 277 km/h                                  | 1985                          | 2012                                                                         |
| Shinkansen-Baureihe 200 | Japan (Tōhoku- / Jōetsu-Shinkansen)  | Nippon Sharyō, Hitachi, Kawasaki HI, Tokyu                      | 240 km/h         | 276 km/h                                  | 1982                          | 2013                                                                         |
| Shinkansen-Baureihe 300 | Japan (Tōkaidō- / San’yō-Shinkansen) | Nippon Sharyō, Hitachi, Kawasaki HI, Kinki Sharyō               | 270 km/h         | 325,7 km/h                                | 1992                          | 2012                                                                         |
| Shinkansen-Baureihe 400 | Japan (Yamagata-Shinkansen)          | Kawasaki HI                                                     | 240 km/h         | 345,8 km/h                                | 1990                          | 2010                                                                         |
| Shinkansen-Baureihe E1 | Japan (Jōetsu-Shinkansen)            | Hitachi, Kawasaki HI                                            | 240 km/h         | ?                                         | 1994                          | 2012                                                                         |
| AnsaldoBreda V250 (Fyra) | Belgien / Niederlande                | AnsaldoBreda                                                    | 250 km/h         | ?                                         | 2012                          | 2013                                                                         |
| (nicht benannte Züge der TEE Rail Alliance) | Deutschland, Österreich, Schweiz     | —                                                               | 200 bis 230 km/h | —                                         | —                             | —                                                                            |
| * reguläre Höchstgeschwindigkeit ** absolute Höchstgeschwindigkeit ohne spezielle Modifikationen am Zug ? keine absolute Höchstgeschwindigkeit verzeichnet |                                      |                                                                 |                  |                                           |                               |                                                                              |